# Дисфонија
Дисфонија или промуклост представља свако одступање од нормалне висине, интензитета и квалитета гласа, а најчешће је симптом обољења гркљана.
Дисфонија је последица обољења у самом гркљану или на удаљеним органима (централни нервни систем, врат и грудни кош). Промуклост се јавља у преко педесет разних болести (упала гласница, развој бенигног или малигног тумора на гласницама, ожиљна промена гласница са сужењем гркљана, замор мишића који покрећу гласнице, парализа повратног гркљанског живца који инервише гркљан и који бива оштећен због струме штитњаче и др. Понекад је узрок неадекватна употреба гласа, а врло чести су и психогени узроци. Психичке дисфоније су изазване психичким конфликтима, неурозама страха и др. Функцијске дисфоније су доста честе код људи који глас употребљававју у својим занимањима (наставници, глумци, певачи и др).
Код запаљењских промена промуклост мења јачину, висину и боју у току дана. Постоји појава храпавости и промуклости гласа који постаје сув, оштар и више или мање дубок, а затим све слабији. Ако дуго траје и постепено се погоршава, најчешће је последица тумора.
Дијагноза се поставља на основу анамнезе, клиничке слике, клиничког прегледа, ларингомикроскопије и др.
Лечи се основно обљење које је узроковало дисфонију.